# Pediobius obscurus
Pediobius obscurus är en stekelart som beskrevs av Dawah och Al-haddad 2002. Pediobius obscurus ingår i släktet Pediobius och familjen finglanssteklar. Inga underarter finns listade i Catalogue of Life.